# Safe (film, 2012)
Safe (též Ochránce, v anglickém originále Safe) je americký akční filmový thriller z roku 2012, který napsal a režíroval Boaz Yakin, produkovali ho Lawrence Bender, Dana Brunetti a Joseph Zolfo a v hlavních rolích se představili Jason Statham, Chris Sarandon, Robert John Burke a James Hong. Ve filmu chrání Luke Wright, bývalý policista a zápasník v kleci, nadané dítě, které pronásleduje ruská mafie, čínské triády a zkorumpovaní policisté newyorské policie.
Film s rozpočtem 30 milionů dolarů byl uveden do kin společností Lionsgate Films 27. dubna 2012. Kritika jej hodnotila smíšeně. Film celosvětově vydělal 40,6 milionu dolarů.

## Děj
Luke Wright, bývalý policista a zápasník, neúmyslně vyhraje zmanipulovaný zápas. Ruský mafián Emile Docheski za trest nechá zabít jeho těhotnou manželku a slíbí, že každého, s kým Luke promluví, také nechá zabít. Luke se stává bezdomovcem. Malá čínská matematička Mei je unesena triádou vedenou Han Jiaem, který ji chce využít k uchovávání čísel svých nelegálních obchodů. Han ji pošle do New Yorku s gangsterem Quanem Changem.
Po roce má Mei zpaměti uchovat tajné číslo. Cestou ji však přepadne ruská mafie, která ji unese. Mei odmítne prozradit číslo, ale během policejního zásahu, který vede zkorumpovaný kapitán Wolf pracující pro Hana, uteče. V metru, kde ji pronásledují Rusové, se ji ujme Luke, který pozná jednoho z vrahů své ženy. V boji Rusy zabije a s Mei uteče. Mei mu vysvětlí, že číslo je kód k sejfu, ale Quan je vypátrá a opět ji unese.
Starosta Tremello upozorňuje Wolfa, že Luke byl elitní vládní zabiják po 11. září, zapojený do tajných operací. Luke použije ruský telefon, aby unesl Vassilyho, a s jeho výměnou za informace se dozví, že číslo otevírá sejf s 30 miliony dolarů. Luke sestaví tým včetně Wolfa a jeho mužů a probije se k sejfu. Wolf ho zradí, ale Luke zabije jeho muže a Wolfa si vezme jako rukojmí. Peníze použije na úplatek pro svého bývalého parťáka Alexe Rosena, nyní poradce starosty, aby zachránil Mei.
Alex zabije Quana a jeho lidi. Luke mezitím získá disk z druhého sejfu starosty s informacemi o podsvětí. S Alexem se dohodnou na výměně, ale Luke odmítne peníze vydat. Mei Alexe postřelí a Luke ho dorazí a nechá Vassilyho vrátit zpět k otci a za zbytek peněz koupí Mei svobodu. Han opouští New York a Luke rozmisťuje kopie disku po městě. S Mei odcházejí do Seattlu, kde se má zapsat do školy pro nadané děti. Na její otázku, zda už jsou v bezpečí, odpovídá: „Postupně to půjde.“

## Obsazení
- Jason Statham v roli Luka Wrighta je bývalý policista, bojovník MMA a tajný vládní zabiják.
- Catherine Chan v roli Mei je mladá čínská zázračná matematička.
- Robert John Burke jako kapitán Wolf je zkorumpovaný kapitán newyorské policie, který je bývalým kolegou Luka Wrighta.
- Chris Sarandon jako starosta Tremello je jedinou osobou, která zná tajemství související s Lukem Wrightem.
- Anson Mount jako Alex Rosen je bývalý kolega z jednotky Luka Wrighta, který je stejně jako on vládním zabijákem.
- James Hong jako Han Jiao je hlavou čínské triády v New Yorku.
- Reggie Lee jako Quan Chang je násilnický vysoce postavený člen triády Han Jiao.
- Sandor Tecsy jako Emile Docheski je šéf ruské mafie v New Yorku a úhlavní nepřítel Luka Wrighta.
- Joseph Sikora jako Vasilij Docheski, poručík v rámci ruské mafie svého otce
- Danny Hoch jako Julius Borkow je jedním z bývalých zkorumpovaných kolegů Luka Wrighta z newyorské policie.
- Matt O'Toole ztvárňuje detektiva Laskyho.